# Florianus (keizer)
Florianus (Latijn: Marcus Annius Florianus Augustus; stierf in 276) was een Romeinse keizer voor een paar maanden in 276.

## Biografie
Florianus was naar verluidt een halfbroer langs moeders kant van keizer Tacitus. Hij was door Tacitus benoemd tot prefect van de pretoriaanse garde. In zijn campagne tegen de Goten, volgens de beschikbare bronnen, vernam hij dat zijn halfbroer was gestorven. Hij werd door het leger in het Westen tot keizer verkozen, de senaat stemde hiermee in. In het Oosten van het Romeinse Rijk aanvaarde de gouverneur Probus deze beslissing niet en kwam in opstand. Om zijn eis kracht bij te stellen, sneed Probus de graantoevoer af.
Florianus had de steun van Italia, Gallië, Hispania, Britannia, Africa en Mauretania. De twee rivaliserende keizers ontmoetten elkaar in Cilicië. Florianus had een groter leger, maar Probus was een meer ervaren generaal, en vermeed een directe confrontatie. Het westerse leger van Florianus was niet gewend aan het droge en hete oosterse klimaat en werd ziek. Probus buitte deze situatie uit, Floranius verloor de controle over zijn leger en werd vermoord door zijn eigen troepen nabij Tarsus. Florianus stierf in september 276, na keizer te zijn geweest voor slechts achtentachtig dagen.